# Caterina Fanzini
Caterina Fanzini (ur. 12 sierpnia 1985 w Parmie) – włoska siatkarka, reprezentantka kraju. Gra na pozycji przyjmującej. Obecnie występuje w Serie A2, w drużynie Crema Volley.

## Kariera
- Manghi Fontanellato 2001–2005
- Magic Park Cremona 2006–2009
- Foppapedretti Bergamo 2009–2011
- Crema Volley 2011-

## Osiągnięcia klubowe
- 2010:  Liga Mistrzyń
- 2011:  Mistrzostwo Włoch